# (164294) 2004 XZ130
(164294) 2004 XZ130 — небольшой околоземный астероид из группы атиры, один из немногих имеющих свой порядковый номер в каталоге. Астероид обладает сильно вытянутой орбитой, из-за чего в процессе своего движения вокруг Солнца он пересекает орбиты Меркурия и Венеры. Он был открыт 13 декабря 2004 года американским астрономом Дэвидом Толеном в обсерватория Мауна-Кеа и пока не имеет собственного имени.

Орбита астероида Атира и его положение в Солнечной системе